# Architeuthis dux
Architeuthis dux — вид кальмарів родини Architeuthidae.

## Поширення
Поширений у всьому світі. Його точний ареал невідомий, але вид зафіксований з північної Атлантики, північної частини Тихого океану та з узбережжя Південної Африки та Нової Зеландії.

## Опис
Самиці (включаючи дві висувні кінцівки) виростають до 12-13 м, а самці — максимум до 10 метрів. Довжина тіла без двох висувних кінцівок рідко перевищує 5 метрів. За підрахунками, самиці можуть досягати 275 кг ваги, а самці — 150 кілограмів. Забарвлення тіла білувато-рожеве.